# Ricky Van Shelton
Ricky Van Shelton (Danville, 12 gennaio 1952) è un cantautore statunitense, esponente di musica country attivo dal 1986 al 2006.

## Discografia
- 1987 - Wild-Eyed Dream
- 1988 - Loving Proof
- 1989 - Ricky Van Shelton Songs Christmas
- 1990 - RVS III
- 1991 - Backroads
- 1992 - Don't Overlook Salvation
- 1992 - Greatest Hits Plus
- 1993 - A Bridge I Didn't Burn
- 1994 - Love and Honor
- 1995 - Super Hits
- 1996 - Super Hits Vol. 2
- 1998 - Making Plans
- 1999 - 16 Biggest Hits
- 2000 - Fried Green Tomatoes
- 2000 - Blue Christmas